# Puna-Nandu
Der Puna-Nandu (Rhea tarapacensis) ist ein Laufvogel aus der Gattung der Nandus (Rhea). Sein Lebensraum ist begrenzt auf wenige Gebiete im östlichen Chile sowie im Süden Boliviens und dem Nordwesten Argentiniens. Die IUCN sieht die Art als potenziell gefährdet (Near Threatened, NT). Der Puna-Nandu ist durch Bejagung und das Sammeln der Eier zur Ernährung sowie durch Habitatverlust bedroht.

## Merkmale
Der Puna-Nandu ist ein flugunfähiger Laufvogel, der eine Körpergröße zwischen 92 und 100 cm und ein Gewicht zwischen 15 und 25 kg erreichen kann. Das Gefieder der Männchen ist grauer als beim Darwinnandu (Rhea pennata) und auf der Oberseite auf kleinerem Bereich weiß gefleckt. Bei der Nominatform sind Kopf und Nacken aschgrau, der Rücken und die Schulterfedern fast gänzlich rötlichbraun. Die längeren Federn haben manchmal weiße Spitzen. Bei der Unterart Rhea tarapacensis garleppi sind Kopf und oberer Nacken eher gelbbraun und der untere Nacken düster braun. Der Bereich zwischen den Schultern (die interskapulären Federn) ist mehr gräulich braun. Die längeren Schulterfedern und die Flügeldecken haben oft weiße Spitzen. Oberschenkel und Oberseite der Füße sind auf der Vorderseite befiedert. Beide Unterarten habe 8 bis 10 vordere Fußschuppen.
Der Ruf des Puna-Nandu wird als tief und brummend beschrieben.

## Lebensraum und Lebensweise
Der Puna-Nandu bewohnt Wüsten- und Salzpuna, Bimsebenen, Hochmoore und Parastrephia lepidophylla-Heide im Altiplano von 3000 bis 4500 m Höhe bis hinab in 2000 m im östlichen Teil des Verbreitungsgebietes und bis 1220 m in der argentinische Provinz La Rioja. Trotz des großen Verbreitungsgebietes ist nur wenig über die ökologischen Anforderungen der Art, insbesondere an die Nahrung, bekannt. Die Nahrung des Puna-Nandu besteht aus Blättern, Früchten und Grassamen, zum Beispiel von Federgräsern. Untersuchungen in der Argentinischen Wüstenpuna zeigten eine vollständig pflanzliche, hauptsächlich auf Blättern basierende Ernährung. Das Fehlen anderer Nahrungsbestandteile wie Insekten, die von Nandus als Protein- und Vitaminquelle genutzt werden, könnte an der geringen Verfügbarkeit in der Andenumgebung in über 3000 m Höhe liegen. Auch über das Brüten ist nur wenig bekannt, das Brutgeschäft ist dem des Darwinnandus ähnlich.

## Unterarten
Nach Handbook of the Birds of the World sind vom Puna-Nandu zwei Unterarten vorläufig anerkannt. Die Unterarten sind allerdings etwas variabel und Rhea tarapacensis garleppi ist möglicherweise nicht zuverlässig unterscheidbar.
- Rhea tarapacensis garleppi – von Südperu (Region Moquegua und Westen der Region Puno) bis Westbolivien und Nordwesten Argentiniens (Provinz Jujuy und nach Süden bis zur Provinz San Juan).
- Rhea tarapacensis tarapacensis – Nordchile (Región de Arica y Parinacota und nach Süden bis zur Región de Atacama).

## Taxonomie
Der Puna-Nandu wurde als Pterocnemia tarapacensis erstbeschrieben. Die Stellung in die Gattung Pterocnemia erfolgte hauptsächlich wegen der Beschuppung und der Befiederung der Läufe, genetische Studien zeigen aber eine enge Beziehung zum Nandu (Rhea americana) und der Puna-Nandu ist wohl zu diesem kongenerisch. Zum Darwinnandu (Rhea pennata) wird der Puna-Nandu auch als konspezifisch, als Unterart Rhea pennata tarapacensis beziehungsweise Rhea pennata garleppi angesehen. Allerdings unterscheiden sich die beiden Arten durch mehrere Merkmale wie Länge und Beschuppung der Läufe sowie Färbung des Gefieders. In der Provinz Mendoza, Argentinien, scheint der Puna-Nandu mit dem Darwinnandu zu intergradieren oder zu diesem parapatrisch zu sein, allerdings ist das Gefieder im Alter und bei unterschiedlichen Brutbedingungen variabel, so dass weitere Forschung zur Klärung nötig ist.